# Sanremo-Festival 1965
Die 15. Ausgabe des Festival della Canzone Italiana di Sanremo fand 1965 vom 28. bis 30. Januar im städtischen Kasino in Sanremo statt und wurde von Mike Bongiorno zusammen mit Maria Grazia Spina moderiert.

## Ablauf

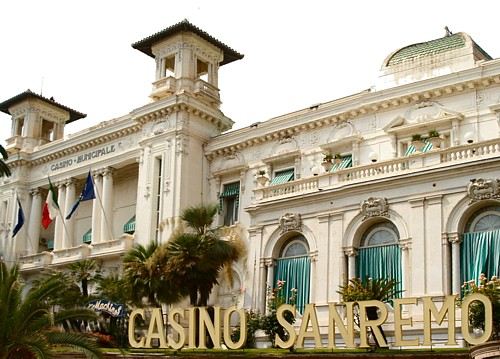
Das städtische Kasino, Veranstaltungsort des Sanremo-Festivals

Nach dem Erfolg des Vorjahres blieb 1965 in der Organisation des Festivals alles beim Alten: 24 Lieder, von denen zwölf ins Finale gelangten; ein internationaler Partner für jeden antretenden Sänger; ein Orchester mit wechselnden Dirigenten; Abstimmung nur durch demoskopische Jurys; Ausrichtung durch die Azienda Turistico Alberghiera; Organisation durch Gianni Ravera. Unter den 16 Dirigenten waren in diesem Jahr Augusto Martelli, Enrico Intra, Franco Pisano, Gianfranco Reverberi, Franco Monaldi, Riccardo Vantellini und Enrico Simonetti.
Im Teilnehmerfeld fand man erneut Milva, Pino Donaggio, Vorjahressiegerin Gigliola Cinquetti und Bobby Solo, von den internationalen Stars kehrte nur Gene Pitney zurück. Neu dabei hingegen waren Dusty Springfield, Kiki Dee, Petula Clark oder Connie Francis, von italienischer Seite Ornella Vanoni, Iva Zanicchi, Bruno Lauzi, Fred Bongusto, Nicola Di Bari sowie die beiden Sieger des Festivals von Castrocaro, Franco Tozzi und Vittorio Inzaina. Aus dem deutschsprachigen Raum waren Udo Jürgens, Bernd Spier und Audrey Arno vertreten, die alle drei das Finale erreichten. Das Fehlen der beiden Altstars Claudio Villa und Domenico Modugno, deren Einsendungen es beide nicht durch die Vorauswahl geschafft hatten, machte sich bemerkbar; auch blieben Stars wie Rita Pavone, Mina, Adriano Celentano und Gianni Morandi der Veranstaltung noch immer fern. Aus Protest gegen die Regel, dass jedes Label nur maximal drei Lieder in den Wettbewerb schicken durfte, boykottierte außerdem die italienische RCA diese Ausgabe, womit von den internationalen Stars etwa Paul Anka, Neil Sedaka und Dalida nicht teilnehmen konnten.
Im Laufe des Festivals erfreute sich Pino Donaggios Io che non vivo (senza te) besonders großer Beliebtheit, internationaler Interpret war hierbei Jody Miller. Vito Pallavicini, Koautor des Liedes, war mit weiteren sechs Liedern im Wettbewerb der am besten vertretene Songwriter dieser Ausgabe. Doch der Sieg gebührte am Ende dem Lied Se piangi, se ridi, gesungen von Bobby Solo und den New Christy Minstrels, was auch darauf zurückgeführt wurde, dass Solo 1964 bereits als „moralischer Sieger“ gegolten hatte und sein Una lacrima sul viso im Anschluss die meistverkaufte Single war, die Jurys ihn also in diesem Jahr dafür hätten entschädigen wollen. Für Liedtexter Mogol war es bereits der dritte Sieg in Sanremo, auch in diesem Jahr hatte er vier weitere Lieder im Rennen.

## Teilnehmende Beiträge
| Platzierung | Interpret                             | Lied                                           | Autoren                                           |
| ----------- | ------------------------------------- | ---------------------------------------------- | ------------------------------------------------- |
| 1           | Bobby Solo / New Christy Minstrels    | Se piangi, se ridi                             | Mogol, Gianni Marchetti, Roberto Satti            |
| Finalist    | Ornella Vanoni / Udo Jürgens          | Abbracciami forte                              | Mogol, Carlo Donida                               |
| Finalist    | Nicola Di Bari / Gene Pitney          | Amici miei                                     | Vito Pallavicini, Gene Colonnello                 |
| Finalist    | Bruno Filippini / Yukari Ito          | L’amore ha i tuoi occhi                        | Vito Pallavicini, Gorni Kramer                    |
| Finalist    | Fred Bongusto / Kiki Dee              | Aspetta domani                                 | Vito Pallavicini, Fred Bongusto                   |
| Finalist    | Wilma Goich / New Christy Minstrels   | Le colline sono in fiore                       | Mogol, Calibi, Carlo Donida, Renato Angiolini     |
| Finalist    | Gigliola Cinquetti / Connie Francis   | Ho bisogno di vederti                          | Piero Ciampi, Roberto Ciampi                      |
| Finalist    | Betty Curtis / Petula Clark           | Invece no                                      | Vito Pallavicini, Ezio Leoni                      |
| Finalist    | Pino Donaggio / Jody Miller           | Io che non vivo (senza te)                     | Vito Pallavicini, Pino Donaggio                   |
| Finalist    | Remo Germani / Audrey                 | Prima o poi                                    | Vito Pallavicini, Antonio Amurri, Giorgio Ferrari |
| Finalist    | Vittorio Inzaina / Les Surfs          | Si vedrà                                       | Enrico Gentile, Lentini                           |
| Finalist    | Milva / Bernd Spier                   | Vieni con noi                                  | Franco Maresca, Mario Pagano                      |
|             | Beppe Cardile / Anita Harris          | L’amore è partito                              | Beppe Cardile                                     |
|             | John Foster / Joe Damiano             | Cominciamo ad amarci                           | Vito Pallavicini, Gino Mescoli                    |
|             | Ricky Gianco / Jody Miller            | Devi essere tu                                 | D’Acquisto, Ricky Gianco                          |
|             | Gianni Mascolo / Dusty Springfield    | Di fronte all’amore                            | Simoni, Umberto Bindi                             |
|             | Don Miko / Timi Yuro                  | E poi verrà l’autunno                          | Antonio Amurri, Bascerano                         |
|             | Giordano Colombo / Hoagy Lands        | Io non volevo                                  | Rosario Leva, Gian Piero Reverberi                |
|             | Robertino / Daniel Gerard             | Mia cara                                       | Mogol, Pino Massara                               |
|             | Franco Tozzi / Johnny Tillotson       | Non a caso il destino (ci ha fatto incontrare) | Antartide, Carlo Alberto Rossi                    |
|             | Peppino Gagliardi / Timi Yuro         | Ti credo                                       | Gaetano Amendola, Peppino Gagliardi               |
|             | Fabrizio Ferretti / Dusty Springfield | Tu che ne sai?                                 | Antonio Amurri, Franco Pisano                     |
|             | Bruno Lauzi / Kenny Rankin            | Il tuo amore                                   | Bruno Lauzi                                       |
|             | Iva Zanicchi / Gene Pitney            | I tuoi anni più belli                          | Mogol, Mimma Gaspari, Enrico Polito               |

## Erfolge
Die Verkäufe waren 1965 schwächer als im Vorjahr, doch immerhin zwölf Lieder schafften es in die Top 20 der italienischen Singlecharts, darunter ein Nicht-Finalist (Cominciamo ad amarci). Amici miei schaffte den Charteinstieg sowohl in der Version von Gene Pitney als auch in der von Nicola Di Bari. Von den Finalisten verfehlte einzig Vieni con noi (Milva / Bernd Spier) die Charts. Am erfolgreichsten schnitt das Siegerlied ab, doch auch Le colline sono in fiore landete in der Version der New Christy Minstrels einen Nummer-eins-Hit. Das favorisierte Io che non vivo (senza te) entwickelte sich zu einem internationalen Hit, spätestens als Dusty Springfield eine englische Version unter dem Titel You Don’t Have to Say You Love Me aufnahm.
Bobby Solo trat mit dem Siegerlied auch als Vertreter des Gastgeberlandes beim Eurovision Song Contest 1965 in Neapel an und erreichte den fünften Platz.

| Jahr | Titel                      | Höchstplatzierung, Gesamtwochen, AuszeichnungChartsChartplatzierungen (Jahr, Titel, Platzierungen, Wochen, Auszeichnungen, Anmerkungen) | Anmerkungen                           |
| Jahr | Titel                      | IT | Anmerkungen                           |
| ---- | -------------------------- | --- | ------------------------------------- |
| 1965 | Se piangi, se ridi         | IT1 (16 Wo.)IT | Version von Bobby Solo Platz 1        |
| 1965 | Le colline sono in fiore   | IT1 (15 Wo.)IT | Version von New Christy Minstrels     |
| 1965 | Amici miei                 | IT3 (11 Wo.)IT | Version von Gene Pitney               |
| 1965 | Io che non vivo (senza te) | IT3 (16 Wo.)IT | Version von Pino Donaggio             |
| 1965 | Abbracciami forte          | IT4 (4 Wo.)IT | Version von Ornella Vanoni            |
| 1965 | Amici miei                 | IT4 (7 Wo.)IT | Version von Nicola Di Bari            |
| 1965 | Si vedrà                   | IT4 (8 Wo.)IT | Version von Les Surfs                 |
| 1965 | Invece no                  | IT5 (9 Wo.)IT | Version von Petula Clark              |
| 1965 | Ho bisogno di vederti      | IT7 (4 Wo.)IT | Version von Gigliola Cinquetti        |
| 1965 | Prima o poi                | IT10 (5 Wo.)IT | Version von Remo Germani              |
| 1965 | L’amore ha i tuoi occhi    | IT10 (3 Wo.)IT | Version von Bruno Filippini           |
| 1965 | Cominciamo ad amarci       | IT12 (4 Wo.)IT | Version von John Foster kein Finalist |
| 1965 | Aspetta domani             | IT15 (1 Wo.)IT | Version von Fred Bongusto             |

## Belege
1. ↑  M&D-Chartarchiv. Musica e dischi, abgerufen am 1. Oktober 2016 (italienisch, kostenpflichtiger Abonnement-Zugang).